# Оже де Бальбен
Оже де Бальбен (фр. Auger de Balben; д/н — 1162/1163) — 2-й великий магістр ордену госпітальєрів у 1158/1160—1162/1163 роках.

## Життєпис
Походив з дофінеського шляхетського роду. Народився у м. Ризуль. Про молоді роки відомостей обмаль. Ймовірно, став членом ордену госпітальєрів. Згодом став найближчим братчиком до великого магістра Раймона дю Пюї. Супроводжував останнього у 1157—1158 роках поїздкою Португалією, Арагоном, Лангедоком та Італією.
Після смерті дю Пюї між листопадом 1158 і початком 1160 року обирається новим очільником ордену госпітальєрів. Перша письмова згадка про Оже де Бальбена як великого магістра відноситься до 29 листопада 1160 року. Підтримав папу римського Олександра III у протистоянні з Фрідріхом I, імператором Священної Римської імперії, домігшись під час Назаретського собору одностайності церковних діячів Єрусалимського королівства на боці папи римського.
Запобіг протистоянню після смерті єрусалимського короля Балдуїна III, сприявши переході влади до Амальріка I. Помер у 1162 або 1163 році. Його наступником став Арно де Ком.